# Lepthyphantes aberdarensis
Lepthyphantes aberdarensis là một loài nhện trong họ Linyphiidae.
Loài này thuộc chi Lepthyphantes. Lepthyphantes aberdarensis được Anthony Russell-Smith & Rudy Jocqué miêu tả năm 1986.